# Disco ensemble
Disco ensemble je finska punk rock / emo glasbena skupina.

## Nekaj o skupini
Skupina Disco ensemble je bila ustanovljena leta 1996. Ustanovila sta jo bobnar Mikko Hakila in kitarist Jussi Ylikoski, kasneje sta se pridružila tudi basist Lasse Lindfors in vokalist Miikka Koivisto. 
Sprva se je band imenoval preprosto DisCo, a so kasneje zamenjali ime v Disco ensemble. To so storili zato, ker je že obstajala skupina s takšnim imenom. 
Za njihovo glasbo so značilni energični zvoki in ritem, s kitarskimi rifi ter primesmi sintetizatorja.

## Diskografija

### Albumi
- Viper Ethics (2003)
- First Aid Kit (2006)
- Magic Recoveries (2008)
- The Island of Disco Ensemble (2010)
- Warriors (2012)
- Afterlife (2017)

### EP-ji
- Memory Three Sec. (2000)
- Ghosttown Effect (2001)
- Back On the MF Street (2009)

### Singli
- Turpentine (2002)
- Transatlantic (2002)
- Mantra (2003)
- Videotapes (2004)
- We Might Fall Apart (2005)
- Black Euro (2005)
- Drop Dead, Casanova (2006)
- Bad Luck Charm (2008)
- Headphones (2008)
- Back On The MF Street (2009)
- White Flag For Peace (2010)
- Protector (2010)
- Second Soul (2012)

### DVD-ji
- Video Vortex (2008)

## Člani skupine
- Mikko Hakila - bobni
- Miikka Koivisto - vokal, sintetizator
- Lasse Lindfors - bas kitara
- Jussi Ylikoski - kitara